# Cercocarpus rotundifolius
Cercocarpus rotundifolius är en rosväxtart som beskrevs av Per Axel Rydberg. Cercocarpus rotundifolius ingår i släktet Cercocarpus och familjen rosväxter. Inga underarter finns listade i Catalogue of Life.